# Jan Boklöv
Jan Mauritz Boklöv (ur. 14 kwietnia 1966 w Gällivare) – szwedzki skoczek narciarski, zdobywca Pucharu Świata.

## Kariera
Na arenie międzynarodowej zadebiutował podczas mistrzostw świata w Seefeld w 1985. W konkursach indywidualnych zajął 39. miejsce na dużej skoczni oraz 48. miejsce na normalnym obiekcie. W grudniu 1986 po raz pierwszy wystąpił w zawodach Pucharu Świata, startując w 35. edycji Turnieju Czterech Skoczni. Wtedy też po raz pierwszy w międzynarodowych zawodach Boklöv zaprezentował nowy styl skakania. W połowie lat 80., podczas jednego z treningów na skoczni w Lugnet w Falun, po złym wybiciu z progu zaobserwował, że znacznie dłuższe odległości można uzyskać dzięki innemu sposobowi prowadzenia nart. Dotychczasowe prowadzenie równoległe zastąpił nieco rozwartym, pod kątem około 30 stopni. Spotkał się z krytyką i nieprzychylnym traktowaniem przez sędziów, jednak niskie oceny za styl (14–15 pkt zamiast 18–19 jak w większości przypadków) rekompensował odległościami. Styl, ostatecznie nazwany stylem „V” (układ nart przypomina literę „V”), został zaakceptowany przez Międzynarodową Federację Narciarską, kiedy okazało się, że nie tylko pozwala osiągać dalsze odległości (co za tym idzie podnosi widowiskowość skoków), ale także jest bezpieczniejszy dla zawodników.
W sezonie 1986/1987, skacząc nowym stylem zajął między innymi 12. miejsce w Oberstdorfie (pierwsze punkty w karierze), 10. miejsce w Innsbrucku oraz 14. miejsce w Planicy. Wystarczyło to do zajęcia 45. miejsca w klasyfikacji generalnej. Wziął też udział w mistrzostwach świata w Oberstdorfie w 1987, gdzie uplasował się na 27. pozycji w konkursie indywidualnym na dużej skoczni, a wraz z kolegami z reprezentacji zajął ósme miejsce w konkursie drużynowym. Rok później wystartował na igrzyskach olimpijskich w Calgary, zajmując osiemnaste miejsce na skoczni dużej i 28. miejsce na normalnej. W zawodach drużynowych Szwedzi z Boklövem w składzie zajęli siódme miejsce. W marcu 1988 podczas mistrzostw świata w lotach w Oberstdorfie zajął 14. miejsce. Parę dni przed tymi mistrzostwami Boklöv po raz pierwszy stanął na podium zawodów Pucharu Świata, zajmując 4 marca 1988 drugie miejsce w konkursie w Lahti. Łącznie w sezonie 1987/1988 dwukrotnie zajmował drugie miejsce w zawodach, co dało mu 10. miejsce w klasyfikacji generalnej.
Największe sukcesy osiągnął w sezonie 1988/1989. Już w drugich zawodach cyklu, 10 grudnia 1988 w Lake Placid odniósł pierwsze zwycięstwo w karierze. Po tym jak zajął ósme miejsce w Oberstdorfie, dwunaste w Garmisch-Partenkirchen, pierwsze w Innsbrucku i trzecie w Bischofshofen znalazł się na piątej pozycji w klasyfikacji końcowej 37. Turnieju Czterech Skoczni. Na mistrzostwach świata w Lahti w 1989 był dziesiąty na normalnej skoczni, a na dużym obiekcie zajął 21. miejsce. W konkursie drużynowym reprezentacja Szwecji zajęła piąte miejsce. Łącznie w tym sezonie ośmiokrotnie stawał na podium – wygrał pięć razy i trzy razy zajął 3. miejsce. Dzięki temu sięgnął po Puchar Świata w skokach, wyprzedzając Jensa Weißfloga i Dietera Thomę. Po tym sezonie stało się jasne, że nowy styl stanowi poważną konkurencję dla stosowanego powszechnie stylu klasycznego.
W sezonie 1989/1990 Boklöv osiągał słabsze wyniki, ostatni raz na podium stanął 9 grudnia 1989 w Lake Placid, gdzie był trzeci. W 1990 zajął 27. miejsce na mistrzostwach świata w lotach w Vikersund. W klasyfikacji generalnej tego sezonu zajął ostatecznie 14. miejsce. Od sezonu 1990/1991 inni zawodnicy zaczęli odnosić zwycięstwa skacząc nowym stylem. Boklöv wziął także udział w igrzyskach olimpijskich w Albertville, gdzie zajął 47. miejsce na normalnej skoczni, a w konkursie drużynowym był dziewiąty. Ostatnią dużą imprezą w jego karierze były mistrzostwa świata w lotach w Harrachovie w 1992, gdzie zajął 28. miejsce. Wystąpił także w czterech konkursach sezonu 1992/1993, jednak w żadnym nie zdobył punktów. Ostatni oficjalny występ zaliczył 31 stycznia 1993 na skoczni Kulm w Tauplitz.
Na arenie krajowej Jan Boklöv był między innymi ośmiokrotnym mistrzem Szwecji: w 1985, 1986, 1987 i 1989 na normalnej skoczni, a w latach 1986, 1988, 1989 i 1990 na dużej.

## Igrzyska olimpijskie
| Miejsce | Dzień     | Rok  | Miejscowość | Konkurs                         | Wynik     | Strata    | Zwycięzca     |
| ------- | --------- | ---- | ----------- | ------------------------------- | --------- | --------- | ------------- |
| 28.     | 14 lutego | 1988 | Calgary     | Skocznia normalna indywidualnie | 229,1 pkt | 51,3 pkt  | Matti Nykänen |
| 18.     | 23 lutego | 1988 | Calgary     | Skocznia duża indywidualnie     | 224,0 pkt | 38,6 pkt  | Matti Nykänen |
| 7.      | 24 lutego | 1988 | Calgary     | Skocznia duża drużynowo         | 634,4 pkt | 94,7 pkt  | Finlandia     |
| 47.     | 9 lutego  | 1992 | Albertville | Skocznia normalna indywidualnie | 222,8 pkt | 47,3 pkt  | Ernst Vettori |
| 9.      | 14 lutego | 1992 | Albertville | Skocznia duża drużynowo         | 644,4 pkt | 129,3 pkt | Finlandia     |

## Mistrzostwa świata
| Miejsce | Dzień       | Rok  | Miejscowość | Konkurs                         | Wynik     | Strata    | Zwycięzca      |
| ------- | ----------- | ---- | ----------- | ------------------------------- | --------- | --------- | -------------- |
| 39.     | 20 stycznia | 1985 | Seefeld     | Skocznia duża indywidualnie     | 224,2 pkt | 63,0 pkt  | Per Bergerud   |
| 12.     | 22 stycznia | 1985 | Seefeld     | Skocznia duża drużynowo         | 343,9 pkt | 239,1 pkt | Finlandia      |
| 48.     | 26 stycznia | 1985 | Seefeld     | Skocznia normalna indywidualnie | 225,3 pkt | 57,9 pkt  | Jens Weißflog  |
| 8.      | 17 lutego   | 1987 | Oberstdorf  | Skocznia duża drużynowo         | 634,1 pkt | 102,1 pkt | Finlandia      |
| 27.     | 20 lutego   | 1987 | Oberstdorf  | Skocznia normalna indywidualnie | 224,4 pkt | 26,0 pkt  | Jiří Parma     |
| 21.     | 20 lutego   | 1989 | Lahti       | Skocznia duża indywidualnie     | 218,5 pkt | 52,0 pkt  | Jari Puikkonen |
| 5.      | 22 lutego   | 1989 | Lahti       | Skocznia duża drużynowo         | 645,0 pkt | 62,5 pkt  | Finlandia      |
| 10.     | 26 lutego   | 1989 | Lahti       | Skocznia normalna indywidualnie | 114,5 pkt | 10,7 pkt  | Jens Weißflog  |

## Mistrzostwa świata w lotach
| Miejsce | Dzień     | Rok  | Miejscowość | Konkurs            | Wynik     | Strata    | Zwycięzca            |
| ------- | --------- | ---- | ----------- | ------------------ | --------- | --------- | -------------------- |
| 14.     | 13 marca  | 1988 | Oberstdorf  | Loty indywidualnie | 364,0 pkt | 44,5 pkt  | Ole Gunnar Fidjestøl |
| 27.     | 25 lutego | 1990 | Vikersund   | Loty indywidualnie | 357,7 pkt | 49,0 pkt  | Dieter Thoma         |
| 28.     | 22 marca  | 1992 | Harrachov   | Loty indywidualnie | 392,5 pkt | 137,5 pkt | Noriaki Kasai        |

## Puchar Świata

### Miejsca w klasyfikacji generalnej
| Sezon     | Miejsce |
| --------- | ------- |
| 1986/1987 | 45.     |
| 1987/1988 | 10.     |
| 1988/1989 | 1.      |
| 1989/1990 | 14.     |
| 1990/1991 | 50.     |
| 1991/1992 | 48.     |

### Miejsca na podium chronologicznie
| Lp. | Data             | Miejscowość   | Skocznia                 | Nota      | Pozycja | Strata   | Zwycięzca            |
| --- | ---------------- | ------------- | ------------------------ | --------- | ------- | -------- | -------------------- |
| 1.  | 4 marca 1988     | Lahti         | Salpausselkä             | 214,8 pkt | 2.      | 6,9 pkt  | Matti Nykänen        |
| 2.  | 6 marca 1988     | Lahti         | Salpausselkä             | 208,4 pkt | 2.      | 2,9 pkt  | Matti Nykänen        |
| 3.  | 10 grudnia 1988  | Lake Placid   | MacKenzie Intervale      | 228,5 pkt | 1.      | –        | –                    |
| 4.  | 18 grudnia 1988  | Sapporo       | Ōkurayama                | 222,0 pkt | 1.      | –        | –                    |
| 5.  | 4 stycznia 1989  | Innsbruck     | Bergisel                 | 215,0 pkt | 1.      | –        | –                    |
| 6.  | 6 stycznia 1989  | Bischofshofen | im. Paula Ausserleitnera | 218,5 pkt | 3.      | 3,5 pkt  | Mike Holland         |
| 7.  | 15 stycznia 1989 | Harrachov     | Čerťák K-120             | 209,0 pkt | 1.      | –        | –                    |
| 8.  | 28 stycznia 1989 | Chamonix      | Tremplin aux Bossons     | 220,0 pkt | 1.      | –        | –                    |
| 9.  | 8 marca 1989     | Örnsköldsvik  | Paradiskullen            | 231,5 pkt | 3.      | 4,5 pkt  | Jens Weißflog        |
| 10. | 19 marca 1989    | Harrachov     | Čerťák                   | 356,1 pkt | 3.      | 2,4 pkt  | Ole Gunnar Fidjestøl |
| 11. | 9 grudnia 1989   | Lake Placid   | MacKenzie Intervale      | 234,0 pkt | 3.      | 10,5 pkt | Ernst Vettori        |

### Miejsca na podium
| Sezon PŚ  | 1. miejsce | 2. miejsce | 3. miejsce | Razem |
| 1991/1992 | -          | -          | -          | -     |
| 1990/1991 | -          | -          | -          | -     |
| 1989/1990 | -          | -          | 1          | 1     |
| 1988/1989 | 5          | -          | 3          | 8     |
| 1987/1988 | -          | 2          | -          | 2     |
| 1986/1987 | -          | -          | -          | -     |
| Suma      | 5          | 2          | 4          | 11    |

### Miejsca w poszczególnych konkursach indywidualnychPucharu Świata
| Źródło | Źródło      | Źródło                 | Źródło      | Źródło        | Źródło                 | Źródło                 | Źródło                 | Źródło            | Źródło              | Źródło              | Źródło          | Źródło          | Źródło       | Źródło      | Źródło       | Źródło       | Źródło       | Źródło  | Źródło              | Źródło              | Źródło              | Źródło  | Źródło  | Źródło  | Źródło | Źródło | Źródło | Źródło | Źródło | Źródło | Źródło | Źródło | Źródło | Źródło | Źródło | Źródło | Źródło | Źródło | Źródło | Źródło | Źródło | Źródło | Źródło | Źródło | Źródło | Źródło | Źródło | Źródło | Źródło |
| --- | ----------- | ---------------------- | ----------- | ------------- | ---------------------- | ---------------------- | ---------------------- | ----------------- | ------------------- | ------------------- | --------------- | --------------- | ------------ | ----------- | ------------ | ------------ | ------------ | ------- | ------------------- | ------------------- | ------------------- | ------- | ------- | ------- | ------ | ------ | ------ | ------ | ------ | ------ | ------ | ------ | ------ | ------ | ------ | ------ | ------ | ------ | ------ | ------ | ------ | ------ | ------ | ------ | ------ | ------ | ------ | ------ | ------ |
| Sezon 1982/1983                                                                                                   |             |                        |             |               |                        |                        |                        |                   |                     |                     |                 |                 |              |             |              |              |              |         |                     |                     |                     |         |         |         |        |        |        |        |        |        |        |        |        |        |        |        |        |        |        |        |        |        |        |        |        |        |        |        |        |
| Cortina d’Ampezzo                                                                                                 | Oberstdorf  | Garmisch-Partenkirchen | Innsbruck   | Bischofshofen | Harrachov              | Harrachov              | Lake Placid            | Lake Placid       | Thunder Bay         | Thunder Bay         | Sankt Moritz    | Gstaad          | Engelberg    | Vikersund   | Vikersund    | Vikersund    | Falun        | Falun   | Lahti               | Lahti               | Bærum               | Oslo    | Planica | Planica | punkty |        |        |        |        |        |        |        |        |        |        |        |        |        |        |        |        |        |        |        |        |        |        |        |        |
| - | -           | -                      | -           | -             | -                      | -                      | -                      | -                 | -                   | -                   | -               | -               | -            | -           | -            | -            | 55           | 47      | -                   | -                   | -                   | -       | -       | -       | 0      |        |        |        |        |        |        |        |        |        |        |        |        |        |        |        |        |        |        |        |        |        |        |        |        |
| Sezon 1984/1985                                                                                                   |             |                        |             |               |                        |                        |                        |                   |                     |                     |                 |                 |              |             |              |              |              |         |                     |                     |                     |         |         |         |        |        |        |        |        |        |        |        |        |        |        |        |        |        |        |        |        |        |        |        |        |        |        |        |        |
| Thunder Bay | Thunder Bay | Lake Placid            | Lake Placid | Oberstdorf    | Garmisch-Partenkirchen | Innsbruck              | Bischofshofen          | Cortina d’Ampezzo | Sapporo             | Sapporo             | Sankt Moritz    | Engelberg       | Harrachov    | Lahti       | Lahti        | Örnsköldsvik | Falun        | Oslo    | Szczyrbskie Jezioro | Szczyrbskie Jezioro | punkty              | punkty  | punkty  | punkty  | punkty | punkty | punkty | punkty | punkty | punkty | punkty | punkty | punkty | punkty | punkty | punkty | punkty | punkty | punkty |        |        |        |        |        |        |        |        |        |        |
| - | -           | -                      | -           | -             | -                      | -                      | -                      | -                 | -                   | -                   | -               | -               | -            | 50          | 72           | -            | 35           | 49      | -                   | -                   | 0                   | 0       | 0       | 0       | 0      | 0      | 0      | 0      | 0      | 0      | 0      | 0      | 0      | 0      | 0      | 0      | 0      | 0      | 0      |        |        |        |        |        |        |        |        |        |        |
| Sezon 1985/1986                                                                                                   |             |                        |             |               |                        |                        |                        |                   |                     |                     |                 |                 |              |             |              |              |              |         |                     |                     |                     |         |         |         |        |        |        |        |        |        |        |        |        |        |        |        |        |        |        |        |        |        |        |        |        |        |        |        |        |
| Thunder Bay | Thunder Bay | Lake Placid            | Lake Placid | Chamonix      | Oberstdorf             | Garmisch-Partenkirchen | Innsbruck              | Bischofshofen     | Harrachov           | Liberec             | Klingenthal     | Oberwiesenthal  | Sapporo      | Sapporo     | Vikersund    | Vikersund    | Sankt Moritz | Gstaad  | Engelberg           | Lahti               | Lahti               | Oslo    | Planica | Planica | punkty |        |        |        |        |        |        |        |        |        |        |        |        |        |        |        |        |        |        |        |        |        |        |        |        |
| - | -           | -                      | -           | -             | -                      | -                      | -                      | -                 | -                   | -                   | -               | -               | 21           | 18          | 42           | 28           | 26           | 38      | 45                  | 31                  | 16                  | 28      | -       | -       | 0      |        |        |        |        |        |        |        |        |        |        |        |        |        |        |        |        |        |        |        |        |        |        |        |        |
| Sezon 1986/1987                                                                                                   |             |                        |             |               |                        |                        |                        |                   |                     |                     |                 |                 |              |             |              |              |              |         |                     |                     |                     |         |         |         |        |        |        |        |        |        |        |        |        |        |        |        |        |        |        |        |        |        |        |        |        |        |        |        |        |
| Thunder Bay | Thunder Bay | Lake Placid            | Lake Placid | Chamonix      | Oberstdorf             | Garmisch-Partenkirchen | Innsbruck              | Bischofshofen     | Szczyrbskie Jezioro | Szczyrbskie Jezioro | Oberwiesenthal  | Sapporo         | Sapporo      | Lahti       | Lahti        | Örnsköldsvik | Falun        | Planica | Planica             | Rælingen            | Oslo                | punkty  | punkty  | punkty  | punkty | punkty | punkty | punkty | punkty | punkty | punkty | punkty | punkty | punkty | punkty | punkty | punkty | punkty | punkty | punkty |        |        |        |        |        |        |        |        |        |
| - | -           | -                      | -           | -             | 12                     | 82                     | 10                     | 87                | 79                  | 42                  | 28              | -               | -            | 84          | 78           | 67           | 45           | 14      | -                   | -                   | -                   | 12      | 12      | 12      | 12     | 12     | 12     | 12     | 12     | 12     | 12     | 12     | 12     | 12     | 12     | 12     | 12     | 12     | 12     | 12     |        |        |        |        |        |        |        |        |        |
| Sezon 1987/1988                                                                                                   |             |                        |             |               |                        |                        |                        |                   |                     |                     |                 |                 |              |             |              |              |              |         |                     |                     |                     |         |         |         |        |        |        |        |        |        |        |        |        |        |        |        |        |        |        |        |        |        |        |        |        |        |        |        |        |
| Thunder Bay | Thunder Bay | Lake Placid            | Lake Placid | Sapporo       | Sapporo                | Oberstdorf             | Garmisch-Partenkirchen | Innsbruck         | Bischofshofen       | Gallio              | Sankt Moritz    | Gstaad          | Engelberg    | Lahti       | Lahti        | Meldal       | Oslo         | Planica | Planica             | punkty              | punkty              | punkty  | punkty  | punkty  | punkty | punkty | punkty | punkty | punkty | punkty | punkty | punkty | punkty | punkty | punkty | punkty | punkty | punkty |        |        |        |        |        |        |        |        |        |        |        |
| 47 | 51          | 15                     | 11          | 9             | 11                     | 32                     | 45                     | 59                | 74                  | -                   | 16              | 10              | 59           | 2           | 2            | 29           | 39           | 45      | 64                  | 64                  | 64                  | 64      | 64      | 64      | 64     | 64     | 64     | 64     | 64     | 64     | 64     | 64     | 64     | 64     | 64     | 64     | 64     | 64     |        |        |        |        |        |        |        |        |        |        |        |
| Sezon 1988/1989                                                                                                   |             |                        |             |               |                        |                        |                        |                   |                     |                     |                 |                 |              |             |              |              |              |         |                     |                     |                     |         |         |         |        |        |        |        |        |        |        |        |        |        |        |        |        |        |        |        |        |        |        |        |        |        |        |        |        |
| Thunder Bay | Thunder Bay | Lake Placid            | Lake Placid | Sapporo       | Sapporo                | Oberstdorf             | Garmisch-Partenkirchen | Innsbruck         | Bischofshofen       | Liberec             | Harrachov       | Oberhof         | Oberhof      | Chamonix    | Oslo         | Örnsköldsvik | Harrachov    | Planica | Planica             | punkty              | punkty              | punkty  | punkty  | punkty  | punkty | punkty | punkty | punkty | punkty | punkty | punkty | punkty | punkty | punkty | punkty | punkty | punkty | punkty |        |        |        |        |        |        |        |        |        |        |        |
| 34 | 4           | 1                      | 8           | 8             | 1                      | 8                      | 12                     | 1                 | 3                   | 25                  | 1               | 4               | 8            | 1           | 5            | 3            | 3            | 14      | 10                  | 247                 | 247                 | 247     | 247     | 247     | 247    | 247    | 247    | 247    | 247    | 247    | 247    | 247    | 247    | 247    | 247    | 247    | 247    | 247    |        |        |        |        |        |        |        |        |        |        |        |
| Sezon 1989/1990                                                                                                   |             |                        |             |               |                        |                        |                        |                   |                     |                     |                 |                 |              |             |              |              |              |         |                     |                     |                     |         |         |         |        |        |        |        |        |        |        |        |        |        |        |        |        |        |        |        |        |        |        |        |        |        |        |        |        |
| Thunder Bay | Thunder Bay | Lake Placid            | Lake Placid | Sapporo       | Sapporo                | Oberstdorf             | Garmisch-Partenkirchen | Innsbruck         | Bischofshofen       | Harrachov           | Liberec         | Zakopane        | Sankt Moritz | Gstaad      | Engelberg    | Predazzo     | Predazzo     | Lahti   | Lahti               | Örnsköldsvik        | Sollefteå           | Raufoss | Planica | Planica | punkty |        |        |        |        |        |        |        |        |        |        |        |        |        |        |        |        |        |        |        |        |        |        |        |        |
| 4 | 5           | 3                      | 6           | 36            | 11                     | 25                     | 39                     | 49                | 36                  | 37                  | 11              | 35              | 34           | 15          | 28           | 40           | 29           | 10      | 9                   | 41                  | 14                  | 12      | 16      | 28      | 80     |        |        |        |        |        |        |        |        |        |        |        |        |        |        |        |        |        |        |        |        |        |        |        |        |
| Sezon 1990/1991                                                                                                   |             |                        |             |               |                        |                        |                        |                   |                     |                     |                 |                 |              |             |              |              |              |         |                     |                     |                     |         |         |         |        |        |        |        |        |        |        |        |        |        |        |        |        |        |        |        |        |        |        |        |        |        |        |        |        |
| Lake Placid | Lake Placid | Thunder Bay            | Thunder Bay | Sapporo       | Sapporo                | Oberstdorf             | Garmisch-Partenkirchen | Innsbruck         | Bischofshofen       | Oberhof             | Bad Mitterndorf | Bad Mitterndorf | Lahti        | Lahti       | Bollnäs      | Falun        | Trondheim    | Oslo    | Planica             | Planica             | Szczyrbskie Jezioro | punkty  | punkty  | punkty  | punkty | punkty | punkty | punkty | punkty | punkty | punkty | punkty | punkty | punkty | punkty | punkty | punkty | punkty | punkty | punkty |        |        |        |        |        |        |        |        |        |
| - | -           | -                      | -           | -             | -                      | -                      | -                      | -                 | -                   | -                   | -               | -               | -            | -           | -            | -            | -            | 19      | 22                  | 14                  | 16                  | 2       | 2       | 2       | 2      | 2      | 2      | 2      | 2      | 2      | 2      | 2      | 2      | 2      | 2      | 2      | 2      | 2      | 2      | 2      |        |        |        |        |        |        |        |        |        |
| Sezon 1991/1992                                                                                                   |             |                        |             |               |                        |                        |                        |                   |                     |                     |                 |                 |              |             |              |              |              |         |                     |                     |                     |         |         |         |        |        |        |        |        |        |        |        |        |        |        |        |        |        |        |        |        |        |        |        |        |        |        |        |        |
| Thunder Bay | Thunder Bay | Sapporo                | Sapporo     | Oberstdorf    | Garmisch-Partenkirchen | Innsbruck              | Bischofshofen          | Predazzo          | Sankt Moritz        | Engelberg           | Oberstdorf      | Oberstdorf      | Lahti        | Lahti       | Örnsköldsvik | Trondheim    | Trondheim    | Oslo    | MŚL – Harrachov     | Planica             | punkty              | punkty  | punkty  | punkty  | punkty | punkty | punkty | punkty | punkty | punkty | punkty | punkty | punkty | punkty | punkty | punkty | punkty | punkty | punkty |        |        |        |        |        |        |        |        |        |        |
| - | -           | 25                     | 31          | 33            | q                      | 48                     | q                      | 63                | 40                  | 34                  | 30              | 24              | 27           | 35          | 57           | 23           | 12           | 45      | 28                  | -                   | 4                   | 4       | 4       | 4       | 4      | 4      | 4      | 4      | 4      | 4      | 4      | 4      | 4      | 4      | 4      | 4      | 4      | 4      | 4      |        |        |        |        |        |        |        |        |        |        |
| Sezon 1992/1993                                                                                                   |             |                        |             |               |                        |                        |                        |                   |                     |                     |                 |                 |              |             |              |              |              |         |                     |                     |                     |         |         |         |        |        |        |        |        |        |        |        |        |        |        |        |        |        |        |        |        |        |        |        |        |        |        |        |        |
| Falun | Falun       | Ruhpolding             | Sapporo     | Sapporo       | Oberstdorf             | Garmisch-Partenkirchen | Innsbruck              | Bischofshofen     | Predazzo            | Bad Mitterndorf     | Bad Mitterndorf | Lahti           | Lahti        | Lillehammer | Oslo         | Planica      | punkty       | punkty  | punkty              | punkty              | punkty              | punkty  | punkty  | punkty  | punkty | punkty | punkty | punkty | punkty | punkty | punkty | punkty | punkty | punkty | punkty |        |        |        |        |        |        |        |        |        |        |        |        |        |        |
| q | q           | -                      | 57          | 57            | -                      | -                      | -                      | -                 | -                   | 33                  | 32              | -               | -            | -           | -            | -            | 0            | 0       | 0                   | 0                   | 0                   | 0       | 0       | 0       | 0      | 0      | 0      | 0      | 0      | 0      | 0      | 0      | 0      | 0      | 0      |        |        |        |        |        |        |        |        |        |        |        |        |        |        |
| Legenda |             |                        |             |               |                        |                        |                        |                   |                     |                     |                 |                 |              |             |              |              |              |         |                     |                     |                     |         |         |         |        |        |        |        |        |        |        |        |        |        |        |        |        |        |        |        |        |        |        |        |        |        |        |        |        |
| 1 2 3 4-10 11-15 poniżej 15 dq – dyskwalifikacja q – zawodnik nie zakwalifikował się - – zawodnik nie wystartował |             |                        |             |               |                        |                        |                        |                   |                     |                     |                 |                 |              |             |              |              |              |         |                     |                     |                     |         |         |         |        |        |        |        |        |        |        |        |        |        |        |        |        |        |        |        |        |        |        |        |        |        |        |        |        |

### Miejsca w poszczególnych konkursach drużynowychPucharu Świata
| Źródło                                       | Źródło          | Źródło          | Źródło          | Źródło          | Źródło          | Źródło          | Źródło          | Źródło        | Źródło       |
| -------------------------------------------- | --------------- | --------------- | --------------- | --------------- | --------------- | --------------- | --------------- | ------------- | ------------ |
| Sezon 1991/1992                              | Sezon 1991/1992 | Sezon 1991/1992 | Sezon 1991/1992 | Sezon 1991/1992 | Sezon 1991/1992 | Sezon 1991/1992 | Sezon 1991/1992 | Predazzo K120 | Planica K120 |
| Sezon 1991/1992                              | Sezon 1991/1992 | Sezon 1991/1992 | Sezon 1991/1992 | Sezon 1991/1992 | Sezon 1991/1992 | Sezon 1991/1992 | Sezon 1991/1992 | 4             | -            |
| Legenda                                      |                 |                 |                 |                 |                 |                 |                 |               |              |
| 1 2 3 poniżej 3 - – zawodnik nie wystartował |                 |                 |                 |                 |                 |                 |                 |               |              |

### Turniej Czterech Skoczni

#### Miejsca w klasyfikacji generalnej
| Sezon     | Miejsce | Źr.   |
| --------- | ------- | ----- |
| 1986/1987 | 32.     | [ 3 ] |
| 1987/1988 | 51.     | [ 4 ] |
| 1988/1989 | 5.      | [ 5 ] |
| 1989/1990 | 30.     | [ 6 ] |
| 1991/1992 | 50.     | [ 7 ] |

### Puchar Świata w lotach

#### Miejsca w klasyfikacji generalnej
| Sezon     | Miejsce |
| --------- | ------- |
| 1990/1991 | 25.     |

## Puchar Kontynentalny

### Miejsca w poszczególnych konkursachPucharu Kontynentalnego
| Źródło                                                                        | Źródło         | Źródło       | Źródło      | Źródło  | Źródło  | Źródło | Źródło    | Źródło    | Źródło | Źródło | Źródło   | Źródło  | Źródło           | Źródło    | Źródło   | Źródło  | Źródło | Źródło | Źródło | Źródło    | Źródło    | Źródło | Źródło | Źródło | Źródło | Źródło | Źródło | Źródło | Źródło | Źródło | Źródło | Źródło | Źródło | Źródło | Źródło | Źródło | Źródło | Źródło | Źródło | Źródło | Źródło | Źródło | Źródło | Źródło | Źródło | Źródło | Źródło | Źródło | Źródło | Źródło | Źródło | Źródło | Źródło | Źródło | Źródło | Źródło | Źródło | Źródło | Źródło |
| ----------------------------------------------------------------------------- | -------------- | ------------ | ----------- | ------- | ------- | ------ | --------- | --------- | ------ | ------ | -------- | ------- | ---------------- | --------- | -------- | ------- | ------ | ------ | ------ | --------- | --------- | ------ | ------ | ------ | ------ | ------ | ------ | ------ | ------ | ------ | ------ | ------ | ------ | ------ | ------ | ------ | ------ | ------ | ------ | ------ | ------ | ------ | ------ | ------ | ------ | ------ | ------ | ------ | ------ | ------ | ------ | ------ | ------ | ------ | ------ | ------ | ------ | ------ | ------ |
| Sezon 1992/1993                                                               |                |              |             |         |         |        |           |           |        |        |          |         |                  |           |          |         |        |        |        |           |           |        |        |        |        |        |        |        |        |        |        |        |        |        |        |        |        |        |        |        |        |        |        |        |        |        |        |        |        |        |        |        |        |        |        |        |        |        |        |
| Oberwiesenthal                                                                | Oberwiesenthal | Sankt Moritz | Sankt Aegyd | Planica | Planica | Wörgl  | Willingen | Willingen | Gallio | Gallio | Zakopane | Szczyrk | Titisee-Neustadt | Schönwald | Chamonix | Oberhof | Sprova | Sprova | Kuopio | Gällivare | Gällivare | punkty |        |        |        |        |        |        |        |        |        |        |        |        |        |        |        |        |        |        |        |        |        |        |        |        |        |        |        |        |        |        |        |        |        |        |        |        |        |
| 56                                                                            | 30             | -            | -           | 91      | 53      | 67     | -         | -         | -      | -      | -        | -       | -                | -         | -        | -       | -      | -      | -      | -         | -         | 0      |        |        |        |        |        |        |        |        |        |        |        |        |        |        |        |        |        |        |        |        |        |        |        |        |        |        |        |        |        |        |        |        |        |        |        |        |        |
| Legenda                                                                       |                |              |             |         |         |        |           |           |        |        |          |         |                  |           |          |         |        |        |        |           |           |        |        |        |        |        |        |        |        |        |        |        |        |        |        |        |        |        |        |        |        |        |        |        |        |        |        |        |        |        |        |        |        |        |        |        |        |        |        |
| 1 2 3 4-10 11-30 poniżej 30 dq – dyskwalifikacja - – zawodnik nie wystartował |                |              |             |         |         |        |           |           |        |        |          |         |                  |           |          |         |        |        |        |           |           |        |        |        |        |        |        |        |        |        |        |        |        |        |        |        |        |        |        |        |        |        |        |        |        |        |        |        |        |        |        |        |        |        |        |        |        |        |        |